# Maryna Zerowa
Maryna Dmytriwna Zerowa (ukr. Мари́на Дми́трівна Зе́рова; ur. 29 grudnia 1934 w Kijowie, zm. 9 marca 2021 tamże) – ukraińska entomolożka, specjalistka z dziedziny hymenopterologii, profesor nauk biologicznych.

## Życiorys
Jej rodzicami byli: botanik Dmytro Kostiantynowycz Zerow i mikolożka Marija Jakiwna Zerowa. Już jako dziecko kolekcjonowała owady z inspiracji rodziców. Ukończyła z studia z zakresu zoologii bezkręgowców na Uniwersytecie Kijowskim w 1957 roku. Pracowała w Uniwersyteckim Muzeum Zoologicznym do 1963 roku. Następnie skończyła studia podyplomowe na Instytucie Zoologii Narodowej Akademii Nauk Ukrainy. Jej dysertacja nosiła tytuł: Hymenoptera (Hymenoptera, Chalcidoidea): morphs, biological features, evolution and classification, obejmowała badania nad rodziną zagładkowatych i jej podrodziną Harmolitinae. Uzyskała stopień doktora nauk biologicznych w 1980 roku, a tytuł profesora w 1989 roku.
Prowadziła utworzone przez siebie laboratorium na macierzystym Uniwersytecie Kijowskim od 1981 roku, gdzie zajmowała się głównie badaniami z zakresu ekologii i taksonomii. Jej laboratorium zostało przekształcone w odrębną jednostkę w 1986 roku, kierowała jego pracą do 2011 roku. Kilka gatunków zostało nazwanych na jej cześć, np. Entedon zerovae.

## Wyróżnienia
- Nagroda Narodowej Akademii Nauk Ukraińskiej Socjalistycznej Republiki Radzieckiej im. Danyła Zabołotnego(inne języki) (1981)[1]
- Zasłużony Działacz Nauki i Techniki Ukrainy(inne języki) (2003)[1]

## Dorobek naukowy
W swoich badaniach zajmowała się m.in. bioróżnorodnością parazytoidów, możliwościami wykorzystania owadów entomofagicznych, sposobami zwalczania owadzich szkodników. Opisała ponad 300 gatunków błonkówek z różnych części świata. Napisała m.in. rozdziały do prac Определителе насекомых европейской части СССР (1978), Определителе насекомых Дальнего Востока России (1995).